# Kestenholz
Kestenholz (toponimo tedesco) è un comune svizzero di 1 770 abitanti del Canton Soletta, nel distretto di Gäu.